# Duobuss
En duobuss är en buss som kan gå på elektricitet från en kontaktledning i likhet med en trådbuss, men som också har en motor för att drivas med fossila bränslen, i allmänhet en dieselmotor.

## Fördelar

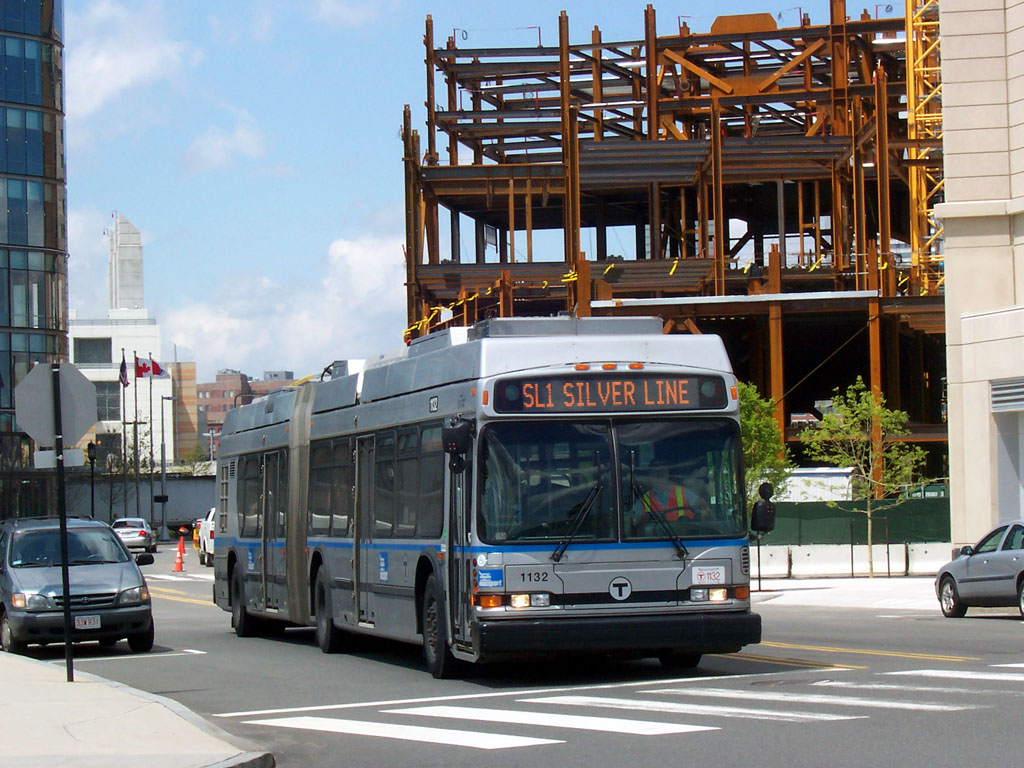
Boston "Silver Line - Waterfront" är ett exempel på duobuss.

Duobussar kan köras elektriskt i stadskärnor och på tungt belastade sträckor, förutsatt att det finns en kontaktledning. I likhet med trådbussar kan duobussar dela utrymme med spårvägar. Duobussen har därmed samma fördelar som trådbussar (hög acceleration, inga utsläpp, låga bullernivåer), men kan dessutom köras med dieselmotor på sträckor där ingen kontaktledning finns.
En annan fördel är att duobussen kan köras även vid reparationer av kontaktledningar, eller om ledningen har fallit ned.
I motsats till hybridbussar kan duobussar köras uteslutande på elektricitet, förutsatt att kontaktledning finns utbyggd. Trådbussar brukar ha en liten dieselmotor, men den är svag och bara avsedd för körning i garage och kring uppställningsplatser. En duobuss har en stor dieselmotor som klarar uppförbackar och normal toppfart.

## Befintliga och tidigare system
- Bergen, Norge.
- Fribourg, Schweiz.
- Arnhem, Holland.
- Boston, Massachusetts. Duobussar på  Silver Line sedan 2005. Bussarna kör elektriskt i en tunnel under Fort Point Channel, medan de kör med dieselmotor på övriga sträckor, inklusive Ted Williams Tunnel till Logan Airport.
- I Essen fanns duospårbussar mellan 1986 och 1995.
- I Seattle, Washington, kördes duobussar i en tunnel under stadskärnan fram till 2004. Nu trafikeras tunneln av hybridbussar, samt Light Rail-fordon.